# ليلي كحيل
كانت ليلي كحيل (بالإنجليزية: Lilly Kahil)‏‏ (2 يوليو 1926 في زيورخ- 4 ديسمبر 2002 في كارشز) عالمة آثار ودراسات كلاسيكية وأستاذة جامعية فرنسية سويسرية من أصل مصري ألماني. شغلت منصب مدير الأبحاث في المركز الوطني الفرنسي للبحث العلمي. ألفت معجم Lexicon Iconographicum Mythologiae Classicae، وهي موسوعة الأساطير اليونانية والإترورية والرومانية القديمة التي تتناول الأساطير الكلاسيكية وفن اللدائن. تتألف الموسوعة من 20 مجلد ونُشرت فيما بين 1981 و2009.

## الجوائز
- جائزة سالومون ريناخ من أكاديمية النقوش والآداب الجميلة عام 1954.[4]
- جائزة غوستاف مندل من أكاديمية النقوش والآداب الجميلة عام 1985.[5]
- الدكتوراه الفخرية من جامعة لافال.
- الدكتوراه الفخرية من جامعة أثينا.[5]